# Религија у Јужноафричкој Републици
Јужноафричка Република је секуларна држава са веома различитим религиозним становништвом, а њен устав обезбеђује слободу вероисповести. Многе религије су заступљене у етничкој и регионалној разноликости популације. Преовлађује хришћанство, односно протестантизам.

## Историја
Афричке традиционалне религије практиковали су Којсанци и сви народи банту говорног подручја, а међу њима је касније преовладало хришћанство које су представили холандски, а касније и британски досељеници.
Године 1930. већина Африканаца били су калвинисти.
Ислам у Јужноафричкој Републици представили су робови холандских насељеника, хиндуизам је уеведен од стране радника који су дошли са Индијског потконтинента, а будизам је уведен од стране индијских и кинеских миграната.
Јудаизам у Јужноафричку Републику проширио се пре него што је откривен Рт добре наде, учешћем јеврејских астронома и картографа у португалском открићу морске руте до Индије. Они су помагали Бартоломеју Дијасу и Васку де Гами, који су први пут пловили око Рта добре наде између 1488. и 1497. године. Јеврејски досељеници су овде у већим масама почеки да пристижу тек двадесетих година 19. века.
Афричке традиционалне религије шириле су се у демократској пост-апартхејд Јужноафричкој Републици и данас броје око 6 милиона верника, што је приближно око 15% популације станивништва државе.

## Демографија
Попис из 2001. године обезбедио је најновију националну статистику за верске деноминације Образац Пописа из 2011. године није садржао никаква питања о религији због ниских приоритета.
Религија у Јужноафричкој Републици (попис из 2001.)
| Религија      | Религијска деноминација                          | 1996            | 1996 | 2001            | 2001 |
| Религија      | Религијска деноминација                          | Број припадника | %    | Број припадника | %    |
| ------------- | ------------------------------------------------ | --------------- | ---- | --------------- | ---- |
| Хришћанство   | Укупно                                           | 30,051,008      | 75.5 | 35,765,251      | 79.8 |
| Хришћанство   | Холандска реформаторска црква                    | 3,527,075       | 8.9  | 3,005,698       | 6.7  |
| Хришћанство   | Сионска хришћанска црква                         | 3,867,798       | 9.7  | 4,971,932       | 11.1 |
| Хришћанство   | Католичка црква                                  | 3,426,525       | 8.6  | 3,181,336       | 7.1  |
| Хришћанство   | Методистички покрет                              | 2,808,649       | 7.1  | 3,305,404       | 7.4  |
| Хришћанство   | Пентекостализам                                  | 2,204,171       | 5.5  | 3,422,749       | 7.6  |
| Хришћанство   | Англиканска заједница                            | 1,600,001       | 4.0  | 1,722,076       | 3.8  |
| Хришћанство   | Мисија апостолске вере у Јужноафричкој Републици | 1,124,066       | 2.8  | 246,190         | 0.5  |
| Хришћанство   | Лутеранизам                                      | 1,051,193       | 2.6  | 1,130,987       | 2.5  |
| Хришћанство   | Презвитеријанство                                | 726,936         | 1.8  | 832,495         | 1.9  |
| Хришћанство   | Назаретска баптистичка црква                     | 454,760         | 1.1  | 248,824         | 0.6  |
| Хришћанство   | Баптистичка црква                                | 439,680         | 1.1  | 691,237         | 1.5  |
| Хришћанство   | Саборна црква                                    | 429,868         | 1.1  | 508,825         | 1.1  |
| Хришћанство   | Православна црква                                | 33,665          | 0.1  | 42,251          | 0.1  |
| Хришћанство   | Остале апостолске цркве                          | 3,517,059       | 8.8  | 5,609,070       | 12.5 |
| Хришћанство   | Остале сионске цркве                             | 2,159,257       | 5.4  | 1,887,147       | 4.2  |
| Хришћанство   | Етиопске цркве                                   | 800,897         | 2.0  | 880,414         | 2.0  |
| Хришћанство   | Остале реформистичке цркве                       | 386,456         | 1.0  | 226,495         | 0.5  |
| Хришћанство   | Остале афричке независне цркве                   | 229,038         | 0.6  | 656,644         | 1.5  |
| Хришћанство   | Остале хришћанске цркве                          | 1,263,914       | 3.2  | 3,195,477       | 7.1  |
| Не-хришћанске | Укупно                                           | 1,369,986       | 3.4  | 1,676,391       | 3.7  |
| Не-хришћанске | Остане не-хришћанске цркве                       | 193,830         | 0.5  | 269,200         | 0.6  |
| Не-хришћанске | Ислам                                            | 553,585         | 1.4  | 654,064         | 1.5  |
| Не-хришћанске | Хиндуизам                                        | 537,428         | 1.4  | 551,669         | 1.2  |
| Не-хришћанске | Традиционалне афричке религије                   | 17,085          | 0.0  | 125,903         | 0.3  |
| Не-хришћанске | Јудаизам                                         | 68,058          | 0.2  | 75,555          | 0.2  |
| Ирелигиозност | Укупно                                           | 8,385,603       | 21.1 | 7,378,137       | 16.5 |
| Ирелигиозност | Ирелигиозност                                    | 4,638,897       | 11.7 | 6,767,165       | 15.1 |
| Ирелигиозност | Неизјашњени                                      | 3,746,706       | 9.4  | 610,971         | 1.4  |
| Све укупно    | Све укупно                                       | 39.806.597      | 100  | 44.819.778      | 100  |

| Религија у Јужноафричкој Републици (2010)‍ | Религија у Јужноафричкој Републици (2010)‍ | Религија у Јужноафричкој Републици (2010)‍ | Религија у Јужноафричкој Републици (2010)‍ | Религија у Јужноафричкој Републици (2010)‍ |
| ----------------------------------------- | ----------------------------------------- | ----------------------------------------- | ----------------------------------------- | ----------------------------------------- |
| Религија                                  |                                           |                                           |                                           | Проценат                                  |
| Протестанти                               | Протестанти                               |                                           | 0                                         | 73,2%                                     |
| Ирелигиозни                               | Ирелигиозни                               |                                           | 0                                         | 14,9%                                     |
| Католици                                  | Католици                                  |                                           | 0                                         | 7,4%                                      |
| Муслимани                                 | Муслимани                                 |                                           | 0                                         | 1,7%                                      |
| Хиндуси                                   | Хиндуси                                   |                                           | 0                                         | 1,1%                                      |
| Остали                                    | Остали                                    |                                           | 0                                         | 1,7%                                      |

## Остале процене
Анкета спроведена 2012. године показала је да је су становници Јужноафричке Републике мање религиозни него 2005. године, када је извршена претходна анкета. However, an Ipsos Mori Poll of 2017 showed 88% declare that religion was an important part of their lives. Иста студија проценила је да постоји 6500 хришћана у држави који су муслиманског порекла.
Процењено је да је 2010. године у Јужноафричкој Републици било 82% хришћана, 7,1% били су припадници аутохтоних религија, 5,4% агостици, 2,4% хиндуси, 1, 7% били су припадници бахаи вере, 0,5% муслимани, 0,3% били су будисти и атеисти, 0,2% припадници јудаизма, а мање од 0,1% били су припадници других верских група.
Према анкетама спроведеним између 1981. и 2001. године, Јужноафричка Република била је једна од три државе где се број верника повећао за 13%.

## Индивидуалне религије

### Хришћанство
Хришћанство је доминантна религија у Јужноафричкој Републици и обухвата скоро 80% укупног становништва, према попису из 2001. године. Међу хришћанима постоји велики број оних коју верују и у неке од традиционалних афричких религија. Од укупног становништва, од 44,8 милиона, 35,8 милиона или 79,8% идентификовани су као хришћани.

### Протестантизам
Протестантизам у Јужноафричкој Републици датир из 1562. године. Од тада је протестантизам доминантна религија, а донели су европски досељеници. Највећа протестантска деноминација у држави је пентекостализам, а након тога методизам и англиканизам.

### Сионска хришћанска црква
Сионска хришћанска црква највећа је афричка самостална црква у Јужноафричкој Републици. Седиште цркве налази се у Лимпопо покрајини. Према попису из 1996. године, ова црква имала је 3.870.000 верника. Према попису из 2001. године, број верника сионске цркве је за пет година увећан за 4,97 милиона. Новији званични статистички подаци нису доступни, пошто последњи Јужноафрички попис - 2011 - није постављао никаква питања о религијској припадности.

### Католицизам
Католичка црква у Јужној Африци је део универзалне католичке цркве састављене од римског обреда и 22 источна обреде, од којих је јужноафричка црква под духовним вођством конференције Јужноафричке католичке бискупије и папе са седиштем у Ватикану. Састоји се од 26 епархија и надбискупа.
Године 1996. у држави је било око 3,3 милиона католика и они су чинили 6% укупне популације. Према последњем попису има око 3,8 милиона католика у држави. Њих 2,7 су припадници афричких етничких група које укључују Зулу, Коса и Басото.
Већина католика беле расе говори енглеским језиком, а они углавном потичу од ирских миграната. Такође велики део њих чине и португалски насељеници који су напустили Анголу и Мозамбик седамдесетих година 20. века.

### Ислам
Ислам у Јужноафричкој Републици је мањинска религија, а њених припадника има 1,5% од укупне популације становништва. Ширио се у три фазе. Прва фаза била је долазак политичких затвореника и политичких прогнаника из Африке и Азије (углавном са индонежанског архипелага) који су долазили у Јужноафричку Републику од око 1652. до средине почетка 19. века. Друга фаза била је долазак Индијаца радника да раде на пољима шећерне трске у Наталу између 1860. и 1868. године и поново од 1874. до 1911. године. Од приближно 176.000 Индијанаца свих вера који су превезени у покрајину Натал, готово 7-10% њих били су муслимани. Трећу фазу, након завршетка апартхејда. означио је талас афричких муслимана који су стигли на обале и границе Јужне Африке. Недавни подаци процјењују број од 75.000 до 100.000. Додато томе је знатан број муслимана из Индије и Пакистана који су стигли као економски мигранти. Већина муслимана у Јужноафричкој Републици су сунизма, а у мањем броју има и ахмадија који су настањени у Кејптауну. Прва џамија у држави је Овал џамија, саграђена 1974. године у насељу Бокап у Кејптауну. Такође се верује да је Шеик Јусуф био прва особа која је представила Куран у Јужној Африци.

### Хиндуизам
Хиндуизам је присутан у разним провинцијама Јужноафричке Републике, а највише у покрајини Квазулу-Натал. Приближно 1,22% или 551,669 људи у држави припадници су хиндуизма, према попису из 2001. године. Ово је уједно и простор где се налази највећа концентрација хиндуса у Африци након Маурицијуса.
Није познато када су се први хиндуси населили у деловима Јужне Африке. Већина садашњих хиндуса у провинцијама Јужне Африке су потомци радника које је британска колонијална влада доводила од 1860. до 1919. године, да раде на плантажама и у рудницима. Велики број њих стигли су из Тамил Надуа, Гуџарата, Махараштре, Утар Прадеша и Бихара, а многи и из других делова Индије.
Ранија хиндуска насеља у Јужној Африци су претрпјела дискриминацију, злостављање и прогон. Хинду Индијанци су били међу људима који су били означени као кулиси, расно одвојени, а њихова дискриминација настављена кроз еру апартхејда до 1994. године. Данас у Јужноафричкој Републици постоји велики број хиндуистичких храмова и хинду заједнице која организује велики број религиозних фестивала дуж државе.

### Бахаи вера
Бахаи вера је на простору Јужноафричке Републике представљена 1911. године.
Заједница бахаи одлучила је да ограничи чланство у својој националној скупштини припадницима црне расе када је скупштина мешовите расе забрањена у оквиру апартхејда. Имају око 250.000 чланова.

### Јудаизам
Историја Јевреја у Јужној Африци углавном је почела под британском империјом у 19. веку. Постоје извори о њиховим насељавањима на ове просторе у 17. и 19. веку.
Заједница је порасла десетоструко између 1880. и 1914. године, са 4.000 на више од 40.000. Током апартхејда, велики број Јевреја био је истакнут у Покрету против апартхејда, док су други радили на дипломатским војним везама између Израела и беле владе у земљи. Јеврејска заједница Јужне Африке се разликује од других јеврејских заједница у осталим деловима Африке, јер је већина њих остала на овде, није емигрирала у Израел (62% од 120.000 још увек настањују ова подручја).

## Законодавство
Од 1994. године, Устав Јужноафричке Републике гарантује право на слободу вероисповести, веровања и мишљења.
Комисија за промоцију и заштиту права културних, верских и језичких заједница је институција створена 2004. године, њен примарни циљ је подршка демократији. Нови Устав није резултирао брзом реформом дискриминаторног законодавства који крши право на верску слободу. Различите законодавне реформе су се одиграле или су покренуте од 1994. године као резултат лобирања.
Закон о грађанској унији, који је ступио на снагу 30. новембра 2006. године, легализовао је истополне бракове и такође је омогућио правно именовање верских бракова без икаквих верских ограничења у складу са Уставом.

## Галерија
- Синагога у Грахамстону
- Грчка православна црква у Јоханезбургу
- Баптистичка црква у Јоханезбургу
- Маузолеј на брду Сигал
- Велика синагога
- Хинду фестивал у Кејптауну
- Сајентолошка црква у Преторију
- Исламски колеџ